# Flying Colors (film)
Pour les articles homonymes, voir Flying Colors (homonymie).
Pour plus de détails, voir Fiche technique et Distribution.
Flying Colors (ビリギャル, Biri gyaru) est une comédie dramatique réalisée par Nobuhiro Doi et sortie en 2015. Le film est basé sur un best-seller de Nobutaka Tsubota, lui-même inspiré d'une histoire vraie,,,.

## Synopsis
Sayaka Kudo est une « gyaru » (gal/meuf), qui porte des mini-jupes et a les cheveux décolorés en blond. Bien qu'elle soit en deuxième année au lycée, elle a le niveau scolaire d'une enfant de CE2. Elle a beaucoup changé d'école quand elle était plus jeune car elle n'arrivait jamais à se faire d'amis. Elle finit par intégrer un lycée privé pour filles où elle s'amuse et profite de sa vie en dehors des cours, mettant ses études complètement de côté. Elle se fait suspendre après avoir été prise en possession de cigarettes.
Pour se préparer à son examen d'entrée à l'université, sa mère l'envoie à l'école de soutien scolaire de Seiho. Quand son professeur particulier, Yoshitaka Tsubota, prend connaissance des problèmes académiques de Sayaka, il en fait son objectif personnel de l'aider à entrer dans l'université qu'elle à choisie : Keio (considérée comme l'une des plus prestigieuses universités du pays, et l'une des plus difficiles à intégrer). Ce choix représente une façon de donner tort à son père qui pense qu'elle n'est qu'une incapable.
Son père (qui repose tous ses espoirs sur son fils, pour devenir un joueur de base-ball professionnel, bien que lui n'y soit jamais arrivé et que son fils commence à ne plus vouloir suivre cette voie) la qualifie de « tête vide » et pense qu'elle et sa mère se font arnaquer avec ces cours de soutien. Il ne la soutient pas du tout, au contraire de sa mère qui travaille de nuit pour pouvoir lui payer ses cours.
De la même manière, elle est sans cesse rabaissée par son professeur au lycée, qui pense qu'elle est vouée à l'échec. Sayaka devient alors déterminée à leurs prouver tort. Durant les vacances d'été de sa deuxième année, elle travaille de manière acharnée, à n'en plus dormir, ce qui lui cause de somnoler en classe. Elle ne sort plus avec ses copines, se teint de nouveau les cheveux en noir et les coupes, pour prouver son implication.
Ses résultats vont s'améliorer progressivement sur ses tests d'entraînement et son écart-type et elle passera d'une note de 30 à 70 sur 100, sur un court laps de temps. Malgré tous les obstacles sur sa route, et des découragements, elle n'abandonnera pas et finalement, avec le soutien de toute sa famille, elle est admise à l'Université Keio.
Le film se termine sur un montage comique des acteurs chantant et dansant sur la musique de fin du film.

## Fiche technique
- Titre : Flying Colors
- Titre original : ビリギャル (Biri gyaru?)
- Réalisation : Nobuhiro Doi
- Scénario : Hiroshi Hashimoto (ja), d'après un best-seller de Nobutaka Tsubota
- Musique : Eishi Segawa (ja)
- Photographie : Yasushi Hanamura
- Montage : Jun'nosuke Hogaki et Sayaka Yamamoto
- Décors : Kei Gotsuji
- Société de production :Tōhō
- Pays de production :  Japon
- Langue originale : japonais
- Genre : comédie dramatique
- Durée : 117 minutes
- Dates de sortie : 
  - Japon : 1er mai 2015[5]

## Distribution
- Kasumi Arimura : Sayaka Kudō
- Atsushi Itō (en) : Yoshitaka Tsubota
- Shūhei Nomura (en) : Reiji Mori
- Yūhei Ōuchida (ja) : Ryūta Kudō
- Kokoro Okuda (ja) : Mayumi Kudō
- Morio Agata (en) : Makoto Minegishi
- Ken Yasuda (ja) : Takashi Nishimura
- Airi Matsui : Mika Honda
- Tetsushi Tanaka : le père de Sayaka
- Yō Yoshida : la mère de Sayaka

## Production
Le film Flying Colors a été dévoilé pour la première fois aux médias japonais le 13 novembre 2014. Il est basé sur le roman à succès Gakunen Biri no Gyaru ga 1 nen de Hensachi o 40 Agete Keio Daigaku ni Geneki Gokaku Shita Hanashi (学年ビリのギャルが1年で偏差値を40上げて慶應大学に現役合格した話) de Nobutaka Tsubota, le réalisateur d'un école privée.
Dans ce roman, Nobutaka écrit sur ses expériences avec son élève réel Sayaka Kobayashi et comment elle s'est améliorée d'une lycéenne qui n'avait que la connaissance d'un élève de primaire à une élève qui s'est qualifié pour la prestigieuse université Keio en seulement 1 ans et demi,. En mai 2015, ce roman s'était déjà vendu à plus d'un million d'exemplaires.

## Réception
Ce film a engrangé 258 millions de yens, le week-end de sa sortie en salle, au box office. Au 17 mai, le film avait atteint les 12,3 millions de dollars. Ce fut le huitième film japonais le plus rentable à égalité avec Love Live! The School Idol Movie (en) et le troisième plus rentable des films « live-action » au box-office japonais de 2015, avec une rentrée de 2,84 milliards de yens (soit 23,6 millions de dollars).
Le film est sorti en salle, en Chine, le 14 avril 2016, rapportant à son tour 3,3 millions de dollars, rien que son premier week-end de diffusion.
Dans Film Business Asia (en), Derek Elle y avait donné une note de 7/10 au film, le qualifiant comme une « perte de temps divertissante, dissimulant des messages didactiques sous les performances appréciables des deux personnages principaux ».

### Nominations et Awards
| Année | Cérémonie                              | Catégorie                                                                        | Résultat |
| ----- | -------------------------------------- | -------------------------------------------------------------------------------- | -------- |
| 2015  | 40e cérémonie des Prix Hōchi du cinéma | Meilleure actrice dans un rôle secondaire (Yō Yoshida)                           | Gagné    |
| 2016  | 58e Blue Ribbon Awards                 | Meilleure actrice (Kasumi Arimura)                                               | Gagné    |
| 2016  | 58e Blue Ribbon Awards                 | Meilleure actrice dans un rôle secondaire (Yō Yoshida)                           | Gagné    |
| 2016  | 39e cérémonie des Japan Academy Prize  | Performance exceptionnelle d'une actrice dans un rôle principal (Kasumi Arimura) | Nommée   |
| 2016  | 39e cérémonie des Japan Academy Prize  | Performance exceptionnelle d'un acteur dans un rôle secondaire (Atsushi Itō)     | Nommée   |
| 2016  | 39e cérémonie des Japan Academy Prize  | Performance exceptionnelle d'une actrice dans un rôle secondaire (Yō Yoshida)    | Nommée   |
| 2016  | 39e cérémonie des Japan Academy Prize  | Révélation de l'année (Kasumi Arimura)                                           | Gagné    |